# Louis I de Rohan-Chabot
Louis I de Rohan-Chabot, III duca di Rohan, VII principe di Léon, conte di Porhoët (Parigi, 3 novembre 1652 – Parigi, 17 agosto 1727), è stato un nobile francese.

## Biografia
Era il quinto di sei figli di Henri Chabot, e di sua moglie, Marguerite de Rohan. Louis era il loro unico figlio maschio sopravvissuto.
Era molto legato a sua sorella Anna, futura Principessa di Soubise e amante di Luigi XIV. Sua sorella minore, Jeanne Pelagie, era la moglie del principe Epinoy.
I suoi padrini furono Luigi XIV e sua madre, la reggente Anna d'Austria. Era una persona molto ricca, ma visse modestamente a causa della sua avidità. La sua avidità avvelenò il suo rapporto con la sorella Anna e il re stesso.
Prese parte alla guerra nelle Fiandre, nel 1667. Nello stesso anno è diventato il rappresentante del re in Gran Bretagna.

## Matrimonio
Sposò, il 18 luglio 1678 presso il Castello di Saint-Cloud, Marie Élisabeth de Bec-Crespin de Grimaldi (1661-1743), nipote Jacqueline de Bueil, amante di Enrico IV. Ebbero undici figli:
- Louis II de Rohan-Chabot (26 settembre 1679-10 agosto 1708);
- Marie Marguerite Françoise de Rohan-Chabot (25 dicembre 1680-28 gennaio 1706), sposò Louis Pierre Engelbert de La Marck;
- Anne Henriette Charlotte de Rohan-Chabot (18 giugno 1682-12 maggio 1751), sposò Alphonse François Dominique, principe Berghes, non ebbero figli;
- Guy-Auguste de Rohan-Chabot, conte de Maille-Seizploue (18 agosto 1683-13 settembre 1760), sposò in prime nozze Yvonne Sylvie Breil de Rays, ebbero due figli, e in seconde nozze Mary Apolonia Scolastica Stafford-Howard, non ebbero figli;
- Charlotte de Rohan-Chabot, Mademoiselle Porhoëtt (1684-1710);
- Françoise Gabrielle de Rohan-Chabot (5 ottobre 1685);
- Charles Annibal de Rohan-Chabot, conte di Jarnac (14 giugno 1687-5 novembre 1762), sposò Henriette Charlotte Chabot, non ebbero figli;
- Julie Victoire de Rohan-Chabot (3 dicembre 1688-10 ottobre 1730);
- Constance Eleonore de Rohan-Chabot (14 febbraio 1691-1733);
- Marie Armande de Rohan-Chabot (4 ottobre 1692- 29 gennaio 1742);
- Marie Louise de Rohan-Chabot (24 ottobre 1697-?).

## Morte
Morì il 17 agosto 1727 a Parigi. Fu sepolto a Château de Blain, Blain.

## Ascendenza
|                                          |                            |                                           | Genitori                                      |  |  | Nonni |  |  | Bisnonni                        |  |  | Trisnonni                      |  |
|                                          |                            |                                           |                                               |  |  |       |  |  | Léonor Chabot, barone di Jarnac |  |  | Guy I Chabot, barone di Jarnac |  |
|                                          |                            |                                           |                                               |  |  |       |  |  | Léonor Chabot, barone di Jarnac |  |  | Guy I Chabot, barone di Jarnac |  |
|                                          |                            | Louise de Pisseleu                        |                                               |  |  |       |  |  | Léonor Chabot, barone di Jarnac |  |  |                                |  |
| Charles Chabot, signore di Saint-Gelais  |                            |                                           |                                               |  |  |       |  |  | Léonor Chabot, barone di Jarnac |  |  |                                |  |
|                                          |                            | Marguerite de Durfort                     | Symphorien de Durfort, signora di Duras       |  |  |       |  |  |                                 |  |  |                                |  |
|                                          |                            | Marguerite de Durfort                     | Symphorien de Durfort, signora di Duras       |  |  |       |  |  |                                 |  |  |                                |  |
|                                          |                            | Marguerite de Durfort                     | Barbe Cauchon de Maupas                       |  |  |       |  |  |                                 |  |  |                                |  |
| Henri de Chabot, signore di Saint-Aulaye |                            | Marguerite de Durfort                     |                                               |  |  |       |  |  |                                 |  |  |                                |  |
|                                          |                            | Michel de Lur-Saluces, barone di Mussidan | Bertrand de Lur-Saluces, signore di Longa     |  |  |       |  |  |                                 |  |  |                                |  |
|                                          |                            | Michel de Lur-Saluces, barone di Mussidan | Bertrand de Lur-Saluces, signore di Longa     |  |  |       |  |  |                                 |  |  |                                |  |
|                                          |                            | Michel de Lur-Saluces, barone di Mussidan | Jeanne de Cardaillac                          |  |  |       |  |  |                                 |  |  |                                |  |
| Henriette de Lur-Saluces                 |                            | Michel de Lur-Saluces, barone di Mussidan |                                               |  |  |       |  |  |                                 |  |  |                                |  |
|                                          |                            | Marie Raguier d'Esternay                  | Jean Raguier, barone d'Esternay               |  |  |       |  |  |                                 |  |  |                                |  |
|                                          |                            | Marie Raguier d'Esternay                  | Jean Raguier, barone d'Esternay               |  |  |       |  |  |                                 |  |  |                                |  |
|                                          |                            | Marie Raguier d'Esternay                  | Marie de Béthune                              |  |  |       |  |  |                                 |  |  |                                |  |
| Louis I de Rohan-Chabot, duca di Rohan   |                            | Marie Raguier d'Esternay                  |                                               |  |  |       |  |  |                                 |  |  |                                |  |
|                                          | René II, visconte di Rohan | René I, visconte di Rohan                 |                                               |  |  |       |  |  |                                 |  |  |                                |  |
|                                          | René II, visconte di Rohan | René I, visconte di Rohan                 |                                               |  |  |       |  |  |                                 |  |  |                                |  |
|                                          | René II, visconte di Rohan | Isabeau de Navarre                        |                                               |  |  |       |  |  |                                 |  |  |                                |  |
| Henri II, duca di Rohan                  | René II, visconte di Rohan |                                           |                                               |  |  |       |  |  |                                 |  |  |                                |  |
|                                          |                            | Catherine de Parthenay                    | Jean V de Parthenay, signore di Soubise       |  |  |       |  |  |                                 |  |  |                                |  |
|                                          |                            | Catherine de Parthenay                    | Jean V de Parthenay, signore di Soubise       |  |  |       |  |  |                                 |  |  |                                |  |
|                                          |                            | Catherine de Parthenay                    | Antoinette Bouchard d'Aubeterre               |  |  |       |  |  |                                 |  |  |                                |  |
| Marguerite, duchessa di Rohan            |                            | Catherine de Parthenay                    |                                               |  |  |       |  |  |                                 |  |  |                                |  |
|                                          |                            | Maximilien I de Béthune, duca di Sully    | François I de Béthune, barone di Rosny e Baye |  |  |       |  |  |                                 |  |  |                                |  |
|                                          |                            | Maximilien I de Béthune, duca di Sully    | François I de Béthune, barone di Rosny e Baye |  |  |       |  |  |                                 |  |  |                                |  |
|                                          |                            | Maximilien I de Béthune, duca di Sully    | Charlotte Dauvet                              |  |  |       |  |  |                                 |  |  |                                |  |
| Marguerite de Béthune                    |                            | Maximilien I de Béthune, duca di Sully    |                                               |  |  |       |  |  |                                 |  |  |                                |  |
|                                          |                            | Rachel de Cochefilet                      | Jacques de Cochefilet, conte di Vaucelas      |  |  |       |  |  |                                 |  |  |                                |  |
|                                          |                            | Rachel de Cochefilet                      | Jacques de Cochefilet, conte di Vaucelas      |  |  |       |  |  |                                 |  |  |                                |  |
|                                          |                            | Rachel de Cochefilet                      | Marie Arbaleste                               |  |  |       |  |  |                                 |  |  |                                |  |
|                                          |                            | Rachel de Cochefilet                      |                                               |  |  |       |  |  |                                 |  |  |                                |  |